# José Alfonso Moure Romanillo
José Alfonso Moure Romanillo (Santander, 18 de octubre de 1949 - Santander, 14 de mayo de 2023) fue un historiador, arqueólogo, escritor y catedrático de Prehistoria, español.

## Biografía profesional
Se licenció en Filosofía y Letras por la universidad de Valladolid, obtuvo la cátedra de Prehistoria y se trasladó en 1983 a la Universidad de Cantabria donde ocupó el cargo de Decano y vicerrector. Ha formado parte a lo largo de su carrera profesional de varias instituciones y comisiones como el Patronato de Museo y Centro Nacional de Investigación de Altamira, la Junta de Calificación Evaluación y Exportación de Bienes del Patrimonio Histórico Español, Junta Superior de Museos y Comisión técnica de Patrimonio Arqueológico y Arte Rupestre de Cantabria, miembro del Instituto Arqueológico Alemán. Fue director del Museo Arqueológico Nacional en Madrid del 28 de enero de 1987 al 30 de septiembre de 1988.
Llevó a cabo el cargo de dirección en las excavaciones arqueológicas de Tito Bustillo (Ribadesella, Asturias), la Fuente del Salín (Val de San Vicente, Cantabria) y la Ermita (Hortigüela, Burgos).

## Obras
- Escritos sobre historiografía y patrimonio arqueológico con Lourdes Ortega Mateos, María Ángeles Querol Fernández. Santander : Universidad de Cantabria, D.L. 2006. ISBN 84-8102-999-8
- El origen del hombre  Madrid : Información e Historia, 1999. ISBN 84-7679-127-5
- Arqueología del arte prehistórico en la Península Ibérica  Síntesis, 1999. ISBN 84-7738-679-X
- De la montaña a Cantabria : la construcción de una Comunidad Autónoma coord. por Manuel Suárez Cortina Universidad de Cantabria, 1995. ISBN 84-8102-112-1
- La Cueva de Tito Bustillo: el arte y los cazadores del paleolítico Trea, 1992. ISBN 84-87733-08-5
- La expansión de los cazadores con Manuel Ramón González Morales Síntesis, 1992. ISBN 84-7738-147-X
- Las Cuevas de Ramales de la Victoria (Cantabria): arte rupestre paleolítico en las cuevas de Covalanas y la Haza amb César González Sainz y Manuel Ramón González Morales. Universidad de Cantabria, 1991. ISBN 84-87412-42-4
- Placas grabadas de la cueva de Tito Bustillo Valladolid : Universidad, Departamento de Prehistoria y Arqueología, 1982. ISBN 84-600-2751-1
- Las pinturas y grabados de la cueva de Tito Bustillo: significado cronológico de las representaciones de animales. Valladolid : Universidad, Departamento de Prehistoria y Arqueología, 1980. ISBN 84-600-1573-4
- Excavaciones en la cueva de "Tito Bustillo" (Asturias): trabajos de 1975 con Mercedes Cano Herrera. Oviedo : Diputación Provincial, Instituto de Estudios Asturianos del Patronato José Mª Quadrado [C.S.I.C., 1976. ISBN 84-203-1235-5